# 金万照
金万照（1838年—1872年），号盛斗，人称金二阿訇，清朝云南澄江回族人，后移居玉溪，贵州回民起事领袖。
金万照家族以经商为业，学习伊斯兰教经典，通晓阿拉伯文。他到甘肃游学，加入哲赫林耶教派，返回云南，推行哲赫林耶教門，被尊为“大尔林”（学者）。他在云贵地区的回民中声望极高。担任元兴（今云南元江）营忝府。咸丰十一年（1861年），云南布政使岑毓英想要借其声望，令他去招抚贵州反清回民。金万照率领沙应龙、杨国玺等八百余人，来到新城（今兴仁市）抚军安民，他会见了白旗军首领，使得张凌翔、马河图众首领推举金万照为首席掌教，称经略大臣，颁布条例，号召要民族平等、保护行商。旗下有回族、汉族、苗族、布依族、彝族。同治三年（1864年）十一月，兴仁保卫战，张凌翔、马河图战死，他继续领导白旗军与贵州新任提督周达武的湘军对峙，转战黔西达八年之久。同治十一年(1872年)，九月，在保卫新城的战斗中，他想以自己一家性命换取全城军民，令妻妾幼女服毒后，只身赴敌，被清军送至贵阳。十月十七，在贵阳六广门外桑园内，受骑铜马炮烙酷刑身亡。